# Double Fantasy
| Đánh giá chuyên môn | Đánh giá chuyên môn |
| Nguồn đánh giá      | Nguồn đánh giá      |
| Nguồn               | Đánh giá            |
| ------------------- | ------------------- |
| Allmusic            | [ 1 ]               |
| Robert Christgau    | A                   |
| Rolling Stone       | (đính chính)        |

Double Fantasy là album phòng thu thứ năm của ca sĩ người Anh John Lennon cùng vợ, Yoko Ono. Album được phát hành vào cuối năm 1980. Dù nhận được những ý kiến ban đầu khá tiêu cực, song rốt cuộc đây là album đặc biệt, gắn liền với vụ ám sát John, diễn ra chỉ chưa đầy 1 tháng sau đó. Sự kiện đó khiến album trở thành một thành công vang dội trên toàn thế giới, và cuối cùng giúp album nhận Album của năm tại giải Grammy lần thứ 24.

## Danh sách ca khúc
Bản gốc
| Mặt A | Mặt A                         | Mặt A       | Mặt A      |
| STT   | Nhan đề                       | Sáng tác    | Thời lượng |
| ----- | ----------------------------- | ----------- | ---------- |
| 1.    | "(Just Like) Starting Over"   | John Lennon | 3:56       |
| 2.    | "Kiss Kiss Kiss"              | Yoko Ono    | 2:41       |
| 3.    | "Cleanup Time"                | Lennon      | 2:58       |
| 4.    | "Give Me Something"           | Ono         | 1:35       |
| 5.    | "I'm Losing You"              | Lennon      | 3:57       |
| 6.    | "I'm Moving On"               | Ono         | 2:20       |
| 7.    | "Beautiful Boy (Darling Boy)" | Lennon      | 4:02       |

| Mặt B | Mặt B                                 | Mặt B    | Mặt B      |
| STT   | Nhan đề                               | Sáng tác | Thời lượng |
| ----- | ------------------------------------- | -------- | ---------- |
| 8.    | "Watching the Wheels"                 | Lennon   | 3:35       |
| 9.    | "Yes, I'm Your Angel"                 | Ono      | 3:08       |
| 10.   | "Woman"                               | Lennon   | 3:32       |
| 11.   | "Beautiful Boys"                      | Ono      | 2:55       |
| 12.   | "Dear Yoko"                           | Lennon   | 2:34       |
| 13.   | "Every Man Has a Woman Who Loves Him" | Ono      | 4:02       |
| 14.   | "Hard Times Are Over"                 | Ono      | 3:20       |

Bonus track trong tái bản năm 2010
| STT | Nhan đề                            | Sáng tác | Thời lượng |
| --- | ---------------------------------- | -------- | ---------- |
| 15. | "Help Me to Help Myself"           | Lennon   | 2:37       |
| 16. | "Walking on Thin Ice"              | Ono      | 6:00       |
| 17. | "Central Park Stroll" (Trò chuyện) |          | 0:17       |

Ấn bản 2010 Stripped Down
| STT | Nhan đề                               | Sáng tác | Thời lượng |
| --- | ------------------------------------- | -------- | ---------- |
| 1.  | "(Just Like) Starting Over"           | Lennon   | 4:24       |
| 2.  | "Kiss Kiss Kiss"                      | Ono      | 2:45       |
| 3.  | "Cleanup Time"                        | Lennon   | 3:56       |
| 4.  | "Give Me Something"                   | Ono      | 1:31       |
| 5.  | "I'm Losing You"                      | Lennon   | 4:26       |
| 6.  | "I'm Moving On"                       | Ono      | 2:28       |
| 7.  | "Beautiful Boy (Darling Boy)"         | Lennon   | 3:50       |
| 8.  | "Watching the Wheels"                 | Lennon   | 3:32       |
| 9.  | "Yes, I'm Your Angel"                 | Ono      | 2:53       |
| 10. | "Woman"                               | Lennon   | 3:45       |
| 11. | "Beautiful Boys"                      | Ono      | 3:16       |
| 12. | "Dear Yoko"                           | Lennon   | 3:03       |
| 13. | "Every Man Has a Woman Who Loves Him" | Ono      | 4:46       |
| 14. | "Hard Times Are Over"                 | Ono      | 3:38       |

## Giải Grammy
| Năm  | Đề cử / Tác phẩm            | Giải thưởng             | Kết quả   |
| ---- | --------------------------- | ----------------------- | --------- |
| 1982 | Double Fantasy              | Album của năm           | Đoạt giải |
| 1982 | Double Fantasy              | Giọng nam xuất sắc nhất | Đề cử     |
| 1982 | "(Just Like) Starting Over" | Ghi âm của năm          | Đề cử     |